# Aderonke Adeola
Aderonke Adeola es una directora de cine, historiadora del arte, empresaria de la moda, guionista y productora nigeriana. Ganó el premio de la UNESCO en el Festival de Cine Africano 2019 por su documental Awani. También es escritora independiente para los periódicos The Guardian y ThisDay.

## Carrera profesional
Adeola es licenciada en Historia del Arte. Anteriormente trabajó en Marketing y Comunicaciones en Stanbic IBTC y fue productora asociada en RED TV antes de dedicarse a la realización de documentales. Fue asistente de producción en la creación de la novela Half of a Yellow Sun, adaptada a una película del mismo nombre. Dirigió su primer documental, Awani, que le valió el Premio UNESCO en el Festival de Cine Africano de 2019 y un premio al mérito en los Premios al documental Impact de 2019.